# Paul Lahire
Pour les articles homonymes, voir Lahire.
Paul Lahire est un architecte français, né Adolphe Paul Lahire à Paris (4e arrondissement) le 31 janvier 1860, et mort à Paris (17e arrondissement) le 12 septembre 1919. Il fut actif à Paris de 1884 à 1910.

## Biographie
Paul Lahire fut membre de l'association antidreyfusarde de la Ligue de la patrie française.
En 1891, son cabinet était domicilié au 2, rue des Tournelles; puis 88, rue de Rivoli et, en 1903, 15, rue de Milan.
Il a eu pour associé en 1901 à Paris 1er arrondissement Paul Lengendre (1850-1934).
Le cabinet parisien a été repris par Charles Barié (1853-1942).

## Réalisations
- Paris :
  - 1891 : 77, avenue Ledru-Rollin, immeuble, atelier[6] ;
  - 1894 : 13, rue Joseph-Bara, portail (disparu depuis) ;
  - 1907-1908 : 21 et 21 bis, rue Pierre-Leroux, immeuble orné de céramiques d'Alexandre Bigot. Immeuble destiné à l'architecte lui-même ;
  - 1912 : 19 rue du Colonel Moll Paris 17ieme, immeuble pierre de taille aux motifs floraux
  - Faubourg Saint-Antoine : divers [7]